# 佳能PowerShot A710 IS

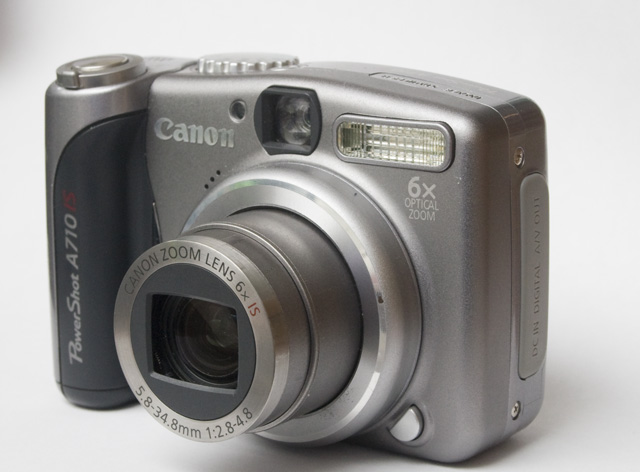
PowerShot A710 IS，镜头上用红字表明带有影像稳定器，IS

佳能 PowerShot A710 IS是一款佳能数码相机，于2006年8月推出。
前任为Canon PowerShot A700。佳能首次将图像稳定器（IS）引入Canon PowerShot A系列，A710 IS是第一款装备了图像稳定器的A系列Canon PowerShot相机。
在A710 IS之后，佳能陆续推出带有影像稳定器的A系列相机，包括Canon PowerShot A570 IS、Canon PowerShot A650 IS，以及作为A710 IS继任者的Canon PowerShot A720 IS。

## 主要参数
- 7.1 百万 有效象素
- 6倍光学变焦（等效35mm～210mm）
- 1/2.5 英寸 CCD
- 2.5寸TFT液晶屏，分辨率7.7万象素
- 快门：15～1/2000秒
- ISO：80/100/200/400/800
- 9点智能对焦
- 有声短片记录（Motion JPEG编码与单声道音频）
- 使用SDHC卡／SD卡／MMC卡作为存储介质
- 使用DIGIC II数字处理芯片
- 使用2节AA电池
- Exif 2.2
- 不带电池约210克